# Geschichte der Juden in Griechenland

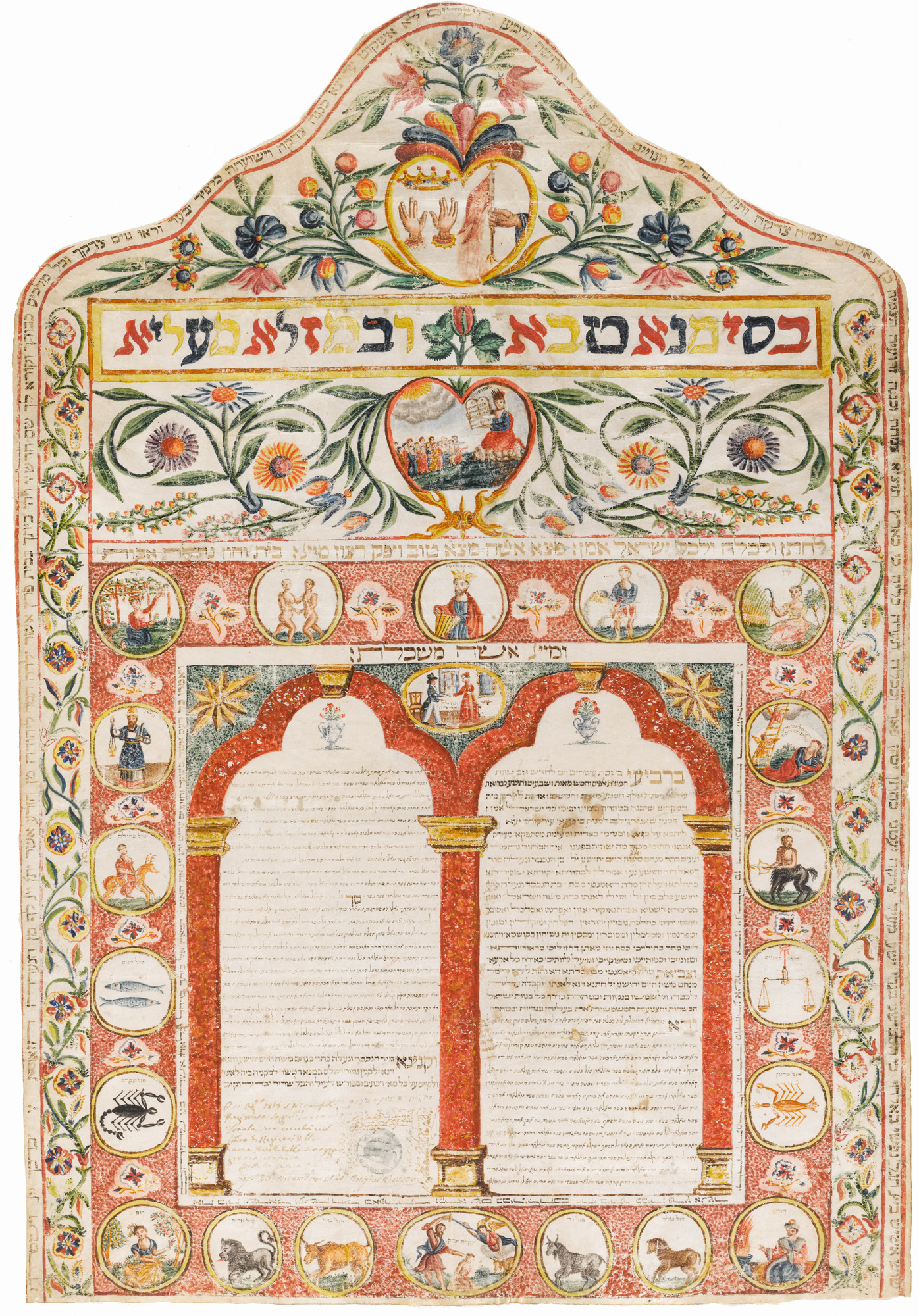
Ketubba (Heiratsvertrag) 1819 aus dem griechischen Korfu (Israel-Museum)

Die Geschichte der Juden in Griechenland begann mit ersten Einwanderungen bereits im 6. Jahrhundert v. Chr. Die ältesten Juden wurden sprachliche Romanioten, auch Jewanischsprachige genannt, die dem Jerusalemer Talmud folgen. Ab 1492 folgten ihnen die Sephardim mit dem jüdisch-spanischen und ladinischen Ritus, die sich nach dem babylonischen Talmud richteten. Schließlich brachten wenige Aschkenasim noch die jiddische Sprache ein.
Im Römischen Reich lebten die Juden bis zur Christianierung weitgehend sicher, in Byzanz gab es Übergriffe, bei den Osmanen genossen sie wieder hohe Sicherheit. Die jüdische Gemeinde entwickelte sich sprunghaft nach der Vertreibung der Juden aus Spanien 1492, von denen viele in Griechenland Zuflucht fanden. Sie brachten die spanische Sprache mit, woraus das Ladino entstand. Mit der Unabhängigkeit Griechenlands 1832 gab es neue Freiheiten, vor allem in der Grenzstadt Thessaloniki, das bis 1912 weiter zum Osmanischen Reich gehörte, blühte das jüdische Leben auf. Um 1910 lebten hier vier Fünftel der ca. 100.000 griechischen Juden. In der Zwischenkriegszeit erstarkte der Antisemitismus, erste Pogrome kamen vor, der Zionismus rief zur Auswanderung auf. Mit dem Holocaust endete weitgehend die jüdische Kultur im Land.

## Antikes Griechenland

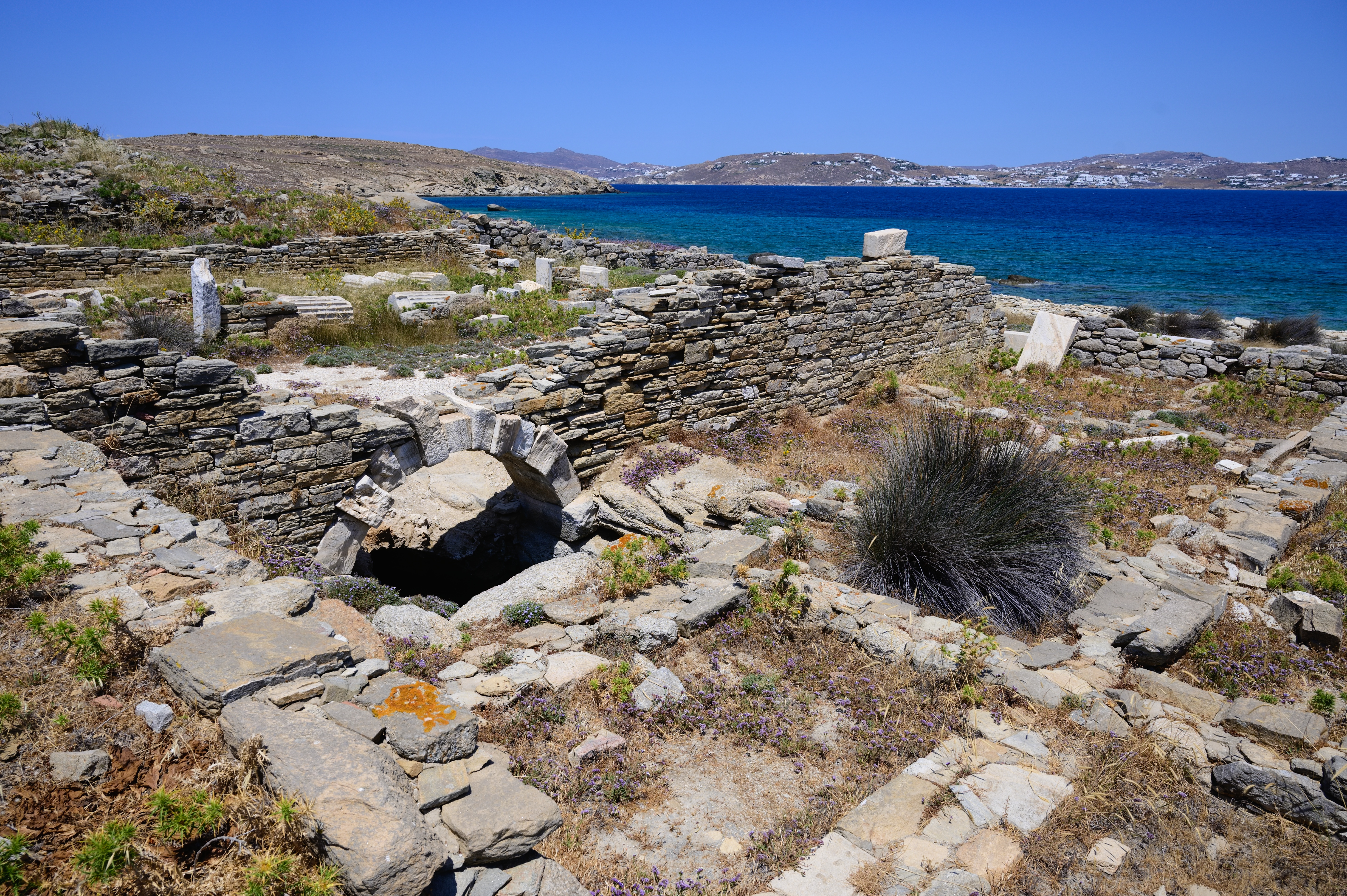
Ausgrabung der antiken Synagoge auf Delos

Bereits mit dem babylonischen Exil unter Nebukadnezar (ab 597 v. Chr.) haben sich nach Joseph Nehamas Histoire des Israélites de Salonique (1935) Juden im griechischen Küstenraum niedergelassen und die griechische Sprache übernommen. Sie wurden zu den ersten Romanioten.
Die erste bekannte Erwähnung des Judentums auf der Insel Rhodos datiert zwischen 300 und 250 v. Chr. Bei Flavius Josephus (Contra Apionem, I, 176–183) wird über ein Gespräch zwischen Aristoteles und einem mitreisenden Juden berichtet. Weiter sind jüdische Einrichtungen aus dem antiken Griechenland erwähnt oder gefunden worden, so in Athen eine Synagoge (Apg. 17,17) und die Synagoge auf Delos aus dem 1. Jh. v. Chr. Sie ist die älteste als Bau noch teilerhaltene Synagoge der Welt. Die 1977 gefundenen Reste der Synagoge von Athen auf der Agora werden dem 3./4. Jahrhundert n. Chr. zugewiesen.

### Hellenismus
Siehe: Hellenistisches Judentum
Alexander der Große eroberte das ehemalige Königreich Juda 332 v. Chr. mit dem Sieg über das Perserreich. Unter den Diadochen wechselte die Herrschaft mehrfach, am Ende standen die Ptolemäer, durch die die Region hellenisiert wurde. Zentren war die jüdische Gemeinde in Alexandria sowie in Jerusalem, wo die pro-hellenistische Partei auf eine konservative Ablehnung stieß. Zwischen den jüdischen Gemeinden in Griechenland und diesen Zentren bestanden Beziehungen. In Alexandria versuchte das Judentum, seinen Glauben in griechischer Sprache und im Rahmen griechischer Philosophie auszudrücken. Der wichtigste Meilenstein dabei ist die Übersetzung der hebräischen Bibel ins Griechische, die Septuaginta.

### Römische Provinzen Macedonia und Achaea
Mit Makedonien und dem hellenistischen Griechenland kamen die griechischen Juden 146 v. Chr. unter römische Herrschaft. Die jüdische Lebensweise in der römischen Provinz Achaea hatte sich von der in Judäa entfernt und war eigenständig. Die Juden von Thessaloniki, die einen griechischen Dialekt sprachen, traten einer neuen jüdischen Kolonie im 1. Jh. n. Chr. bei und genossen hohe Autonomie. Der Jude und Apostel Paulus wurde auf einer Missionsreise und einer Predigt in der Synagoge von Thessaloniki von der jüdischen Gemeinde aus der Stadt geworfen (Apg. 17). Paulus betrachtete sich immer als jüdisch und sah dies als wesentlichen Teil seiner Identität und Mission. Seine Erziehung erfolgte traditionell unter der Leitung des berühmten Rabbiners Gamaliel I.

## Byzanz

Das Byzantinische Reich um 1025

Nach dem Fall des Weströmischen Reiches erhielt sich die römische Kultur im orthodox-christlichen Byzantinischen Reich nach der Reichsteilung von 395 n. Chr. Die Juden Griechenlands verloren an Bedeutung, während die in der Hauptstadt Konstantinopel lebenden Glaubensbrüder wichtiger wurden. Einige byzantinische Kaiser wollten den Reichtum der griechischen Juden ausbeuten und legten ihnen Verbrauchsteuern auf.
Auf Rhodos gab es bereits im 12. Jahrhundert eine große jüdische Gemeinde von etwa 400 Personen in einem Judenviertel. Durch die spätere Zuwanderung von Sepharden ab 1523 entstand daraus La Juderia.
Das Volksbuch Josippon wurde im 10. Jh. im byzantinischen Süditalien durch einen Juden in einer griechischsprachigen Gemeinde dort niedergeschrieben. Tobia ben Elieser (טוביה בן אליעזר) war ein Talmudist und Poet des 11. Jh., der in Kastoria lebte. Er schrieb Lekach Tov, einen Midrasch (Kommentar zu Büchern der hebräischen Bibel) zum Pentateuch und den fünf Megillot.
Der spanisch-jüdische Reisende Benjamin von Tudela besuchte Griechenland um 1161/1162, und zwar Korfu, Theben, Almyros in Thessalien sowie Thessaloniki und Rhodos. Im Handels- und Seidenmacherzentrum Theben fand er eine Gemeinde von 2000 Juden vor, die größte im Byzantinischen Reich, die in der Kreuzfahrerzeit ständig von Eroberungen durch wechselnde Heere heimgesucht wurde. Roger II. (Sizilien) hatte 1147 die Seidenmacher kurzerhand nach Palermo entführt. Ab 1460 überflügelte Livadia unter osmanischem Einfluss Theben. 
Erste aschkenasische Juden siedelten sich im 14. Jh. an, Einwanderungen aus Ungarn und Deutschland folgten, wo der Verfolgungsdruck im gesamten 15. Jahrhundert spürbar war. Auch jüdische Einwanderer aus Frankreich (Vertreibung durch Karl VI. 1394) und Venedig kamen nach Griechenland und schufen eine neue jüdische Gemeinde in Thessaloniki. Die meisten Aschkenasim kamen erst im 19. Jahrhundert.

## Osmanisches Reich
Im Osmanischen Reich waren die Juden, die seit 1492 durch das Alhambra-Edikt aus Spanien vertrieben wurden, willkommen, soweit sie die Wirtschaft stärkten, auch besetzten sie Verwaltungs- und Lehrpositionen. Das Millet-System kam ihnen entgegen. In Thessaloniki stellten sie die erste Druckerpresse auf, die Stadt wurde zum Zentrum von Handel und Bildung. Durch Zuwanderung wuchs die Zahl der Juden, 1519 stellten sie 56 % der Einwohner, im Jahr 1613 sogar 68 %. Juden mussten Steuern zahlen wie die Dschizya, İspençe (persönliche Bauernsteuer), Haraç (Grundsteuer) und Rav akçesi (Rabbinersteuer). In Konstantinopel lebten ca. 30.000 Juden in ihrem Viertel «Hasköy». Die aus Portugal ausgewanderte Bankiersfrau Gracia Nasi zog nach 1550 von Italien dorthin. Ihr Neffe Joseph Nasi, ein Marrane, wurde vom Sultan zum letzten Herzog von Archipelagos (1566–1579) ernannt, ein Gebiet, das die Kykladen umfasste. Moses Hamon war um 1550 der Leibarzt des Sultans. Der Arzt Salomo Aschkenasi, der aus einer deutsch-italienischen Familie stammte, erfüllte auch diplomatische Aufgaben für die Hohe Pforte.
Im Jahr 1523 erschien der erste Druck des Machsor (Kalender der Festtage mit den Gebeten) in Venedig, vermittelt über Juden aus Konstantinopel, der auch Minhag (Judentum) (jüdische Bräuche) im ganzen Byzantinischen Reich beinhalteten, wahrscheinlich zugleich die älteste Gebetsliturgie. Eine mehrsprachige Ausgabe der Bibel, die 1547 in Konstantinopel erschien, hatte den hebräischen Text in der Mitte der Seite, mit einer Ladino-Übersetzung zur einen und einer jevadischen Übersetzung zur anderen Seite. 
Der sephardische „Prophet“ Schabbtai Zvi (1626–1676) stammte aus Smyrna und ging zur Lehre nach Thessaloniki, bevor er eine messianische Bewegung gründete, sie sich auch in Griechenland verbreitete und bis heute Anhänger hat (Sabbatianismus).
Die jüdische Gemeinde in Patras bestand seit der Antike, doch verließ sie die Stadt während des Türkisch-Venetianischen Krieges Ende des 17. Jahrhunderts. Als die Osmanen 1715 die Stadt zurückgewannen, kehrten sie zurück.

## Griechische Unabhängigkeit 1832 und Thessaloniki als sephardisches Zentrum bis 1940
Im 19. Jahrhundert begann sich vieles zu ändern. Die auf Kinderraub beruhenden Janitscharen wurden 1826 aufgelöst, alte Handelsrouten wurden von den europäischen Großmächten übernommen, die sephardische Sprachgruppe in Thessaloniki wuchs auf 30.000 Juden an. Am Ende stand die Handelsvormacht der sephardischen Gemeinde, besonders der Familie Allatini. Mit der Zuwanderung wuchs aber auch der Antisemitismus, sogar Pogrome kamen durch Griechen und Armenier vor. 1840 gab es auf Rhodos antisemitische Übergriffe, die überallhin ausstrahlten.

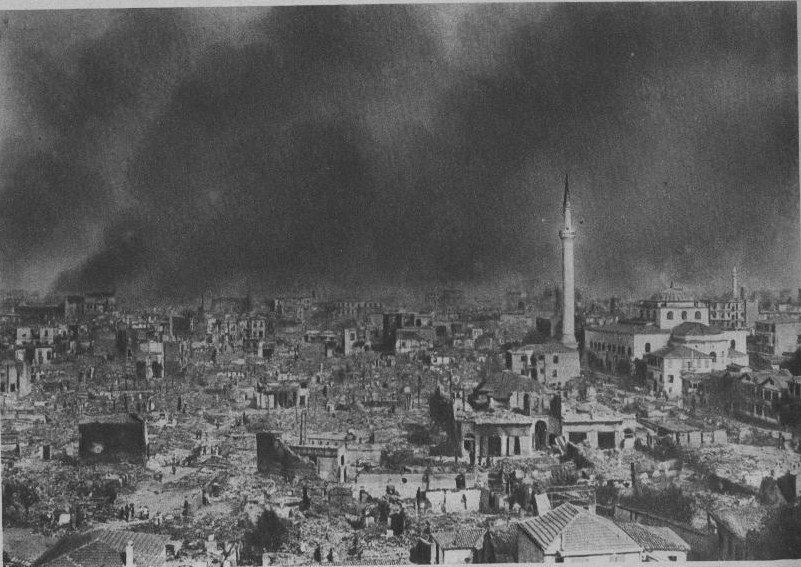
Brand im jüdischen Viertel von Thessaloniki 1917

In Thessaloniki umfasste die jüdische Gemeinde um 1900 über die Hälfte der Bevölkerung. Der große jüdische Einfluss in der Stadt machte das Ladino auch für Nichtjuden attraktiv, die Geschäfte schlossen am Schabbat, die Schilder waren in hebräischer Schrift. Juden waren die Führer großer Industrie- und Handelsunternehmen. Manche nannten die Stadt auch Klein-Jerusalem. Thessaloniki war das „Hirn und Herz“ der Sephardim, andere Zentren waren daneben Arta, Ioannina und Preveza. Doch seit Anfang des 20. Jahrhunderts begannen einige Juden aus Thessaloniki auszuwandern, zuerst 1908, um der osmanischen Wehrpflicht zu entkommen, die von den Jungtürken eingeführt wurde: Fast 8.000 Juden gingen in die Vereinigten Staaten. Nach den Balkankriegen 1912–1913 ließen sich viele jüdische Händler in Konstantinopel nieder.
Die Annexion Thessalonikis durch Griechenland 1913 initiierte die Bildung mehrerer jüdischer politischer Parteien: Es gab eine sozialistische Partei und eine zionistische Partei, die die Internationalisierung der Stadt verteidigten. Doch nationalistische Gruppen verdächtigten die Juden der Kooperation mit den Türken. 1917 zerstörte ein Feuer die Innenstadt von Thessaloniki mit den Synagogen und Schulen. Der Staat siedelte die Juden daraufhin an den Stadtrand um, Resignation machte sich breit.

### Griechenland in der Zwischenkriegszeit
Die griechische liberale Regierung Venizelos versuchte nichtgriechische Minderheiten zu assimilieren. Sie forderte 1917 als erste europäische Regierung einen jüdischen Staat, um Griechenland von Juden freizumachen. 1923 schaffte die Regierung das Privileg des Schabbats ab und ersetzte es durch eine obligatorische einheitliche christliche Sonntagsruhe. Ab 1923 mussten die Juden von Thessaloniki in einem separaten Stadtteil wählen, deshalb boykottierten sie die Wahlen. Wegen ihres Widerstands wurden sie zum Ziel einer antisemitischen Kampagne, 1927 wurde eine antijüdische Liga („Ethnikí Enósis Elládos“) gegründet. Die Reichsten entschieden sich, die Stadt zu verlassen. Die Arbeitslosigkeit stieg mit der Krise von 1929 in verschiedenen Wirtschaftszweigen der Stadt.
Die jüdische Gemeinde spaltete sich zwischen denen, die eine Assimilation in Griechenland akzeptierten, zu denen der Stadthistoriker Joseph Nehama gehörte, und den Zionisten, die auswandern wollten. Auch die Regierung wollte, dass viele Juden auswanderten. Die antisemitische Agitation steigerte sich 1931 in einem Pogrom, als griechische rechtsextreme Milizen Juden angriffen, die im Viertel von Thessaloniki Campbell am Meer untergebracht waren. Die Verantwortlichen für die Gewalt werden von den Gerichten freigesprochen. Zwischen 1932 und 1934 wanderten darauf fast 10.000 Juden nach Palästina aus und siedelten sich in Tel Aviv und Haifa an. Dazu gehörten etwa 500 Werftarbeiter, die in Haifa unterkamen. Zwischen 1902 und 1934 verließen fast 40.000 Juden Saloniki. Die jüdische Bevölkerung der Stadt ging zurück, machte aber 1935 immer noch 20 Prozent der Wirtschaft der Stadt aus.
Der Putsch von General Ioannis Metaxas 1936 etablierte ein monarchistisches, rechtsgerichtetes nationalistisches und diktatorisches, doch kein antisemitisches Regime. Metaxas bezeichnete die griechischen Juden als „Kinder Griechenlands“. Den Antisemitismus bekämpfte er durch ein striktes Pressegesetz und Zensur. Seine Vorstellungen zum Judentum wurden wesentlich von Zvi Koretz geprägt, mit dem er befreundet war und der 1938 zum Oberrabbiner gewählt wurde. Einige hundert deutsche Juden aus Deutschland fanden in Griechenland Zuflucht. Nur die erzwungene Hellenisierung der Bildung verarmte die jüdische Kultur. Der Verkauf jüdischer Zeitungen auf Französisch und Judäo-Spanisch nahm ab. Metaxas lehnte eine Einmischung durch die Achsenmächte in Griechenland ab (Ochi-Tag 28. Oktober 1940).

## Griechenland im Zweiten Weltkrieg
Siehe: Holocaust in Griechenland
Nur etwa 12.700 griechische Juden überlebten den Holocaust.

## Gegenwärtige Situation
Gegenwärtig (2025) leben rund 5000 Juden in Griechenland. In den Nachkriegsjahren entschlossen sich zahlreiche Juden zur Auswanderung, meist in das Britische Mandatsgebiet Palästina bzw. Israel oder in die USA. Gemischte Ehen dezimierten ebenso die Zahl. In Thessaloniki, einst die Metropole des Sephardischen Judentums, leben heute nur knapp tausend Menschen jüdischer Konfession, Ladino wird dort nicht mehr gesprochen. Die Aristoteles-Universität steht auf dem ehemaligen jüdischen Friedhof der Stadt.

## Einzelbelege
1. ↑  Juden in der Welt: Griechenland. In: haGalil. 10. Oktober 2009, abgerufen am 24. Juni 2025.
2. ↑  Marie-Élisabeth Handman: L’Autre des non-juifs …et des juifs : les romaniotes. In: Études balkaniques. Cahiers Pierre Belon. Nr. 9, 1. Januar 2002, ISSN 1260-2116, S. 133–164 (openedition.org [abgerufen am 23. Juni 2025]).
3. ↑  Flavius Josephus, Contra Apionem, section 176. Abgerufen am 24. Juni 2025.
4. ↑  Philip Chrysopoulos: Oldest Synagogue Outside Israel Found on Sacred Greek Island of God Apollo. In: GreekReporter.com. 2. April 2025, abgerufen am 24. Juni 2025 (amerikanisches Englisch).
5. ↑  Synagogue in the Agora of Athens - Antike Synagogenruinen in der Antiken Agora von Athen, Griechenland. Abgerufen am 25. Juni 2025.
6. ↑  Gerhard Delling: Die Begegnung zwischen Hellenismus und Judentum. In: Aufstieg und Niedergang der römischen Welt. Bd. II 20.1 (1987), S. 3–39.
7. 1 2  Konstantinopel. In: kehlilot. Abgerufen am 25. Juni 2025.
8. ↑  David Jacoby: The Jews in Byzantium and the Eastern Mediterranean: Economic Activities from the Thirteenth to the Mid-Fifteenth Century. In: Michael Toch (Hrsg.): Wirtschaftsgeschichte der mittelalterlichen Juden. De Gruyter Oldenbourg, 2008, S. 25–48, doi:10.1515/9783110446494-005.
9. ↑  Michael Toch: The economic history of European Jews: late antiquity and early Middle Ages (= Études sur le judaïsme médiéval 56). Brill, Leiden Boston 2013, ISBN 978-90-04-23534-2.
10. ↑  David Jacoby: Les juifs de Byzance: une communauté marginalisée. In: Chrissa Maltezou: Οι περιθωριακοί στο Βυζάντιο (Les marginaux à Byzance), Athen 1993, S. 103–154. ISBN 978-960-7079-24-4.
11. ↑  Mark Mazower: Salonica, city of ghosts: Christians, Muslims and Jews, 1430 - 1950. Harper Perennial, London 2005, ISBN 978-0-00-712022-2.
12. ↑  Bernard Lewis: Die Juden in der islamischen Welt: vom frühen Mittelalter bis ins 20. Jahrhundert (en: 1984) (= Beck'sche Reihe 1572). Beck, München 2004, ISBN 978-3-406-51074-8.
13. ↑  Esther Benbassa, Aron Rodrigue: Sephardi Jewry: A History of the Judeo-Spanish Community, 14th-20th Centuries. University of California Press, 2000, ISBN 978-0-520-21822-2 (google.de [abgerufen am 25. Juni 2025]).
14. ↑  Thessaloniki zwischen 1912 und 1949. Abgerufen am 24. Juni 2025.
15. ↑  Igal Avidan: Thessaloniki - Aufstieg und Niedergang einer jüdischen Metropole. deutschlandfunk kultur, 25. Dezember 2015, abgerufen am 24. Juni 2025.
16. ↑  Götz Aly: Hitlers Volksstaat: Raub, Rassenkrieg und nationaler Sozialismus. Büchergilde Gutenberg, Frankfurt am Main 2005, ISBN 978-3-7632-5605-1, S. 275.
17. ↑  Hannes Stein: Zweiter Weltkrieg: Wie ein griechischer Faschist die Nazis besiegte - WELT. Welt, abgerufen am 25. Juni 2025 (2022-10-06).
18. 1 2  Klaus Hillenbrand: Die vergessenen Juden von Thessaloniki: Überall Schatten. In: Die Tageszeitung: taz. 15. Juli 2016, ISSN 0931-9085 (taz.de [abgerufen am 25. Juni 2025]).
19. ↑  Misha Glenny: The Balkans: Nationalism, War and the Great Powers 1804-1999, New York: Viking Penguin 1999. ISBN 0-14-023377-6
20. ↑  Constantin Mavromatidis: Die Judenpolitik Italiens und des Dritten Reiches im besetzten Griechenland. Frankfurt (Oder) 2012, S. 13. ISBN 978-3656103103.
21. ↑  P. J. Vatikiotis: Popular autocracy in Greece, 1936-41: a political biography of general Ioannis Metaxas. Frank Cass, London; Portland, Or. 1998, ISBN 978-0-7146-4869-9.
22. ↑  Stefanie Oswalt: Juden in Griechenland - Immer zum Gegenangriff bereit. deutschlandfunk kultur, 6. Dezember 2019, abgerufen am 24. Juni 2025.